# NGC 7594
NGC 7594 is een spiraalvormig sterrenstelsel in het sterrenbeeld Pegasus. Het hemelobject werd in 1880 ontdekt door de Britse astronoom Andrew Ainslie Common.

## Synoniemen
- IC 1478
- UGC 12485
- MCG 2-59-23
- ZWG 431.38
- PGC 70991